# Helicopsyche lambda
Helicopsyche lambda är en nattsländeart som beskrevs av Oliver S. Flint Jr. 1983. Helicopsyche lambda ingår i släktet Helicopsyche och familjen Helicopsychidae. Inga underarter finns listade i Catalogue of Life.